# Zotac VR GO 2.0
Mini PC Zotac VR GO 2.0 je nositelný (wearable [ˈweərəbl]) počítač batohového formátu od macajské firmy Zotac ([ˈzoutæk]; 索泰 Suo-tchaj). Stroj unikátní koncepce je určen pro virtuální realitu; váží 4,7 kg, z čehož nejvíc padá na vrub vyměnitelným akumulátorům a vzduchovému chlazení. Dodává se s předinstalovanými 64bitovými Windows 10. Představen na podzim 2018, svého předchůdce má v modelu Zotac VR GO z roku 2016. Cenovka je v přepočtu cca 50 000 Kč, jeho dostupnost však s otazníkem.